# Guibert-Martin de Gembloux
Guibert-Martin de Gembloux, né en 1124, à Gembloux (Belgique) et décédé  le 22 février 1213 à Florennes, Belgique) était un moine bénédictin, hagiographe médiéval et homme de lettres. Il fut abbé des abbayes de Florennes et de Gembloux.

## Biographie
Né à Gembloux, Guibert reçoit une éducation soignée à l’école monastique (alors très célèbre) de l’abbaye Saint Pierre, dans sa ville natale. Après ses études, Guibert devient moine dans la même abbaye. La prospérité de l’abbaye et la présence d’une importante bibliothèque permettent à Guibert de se consacrer à des travaux intellectuels. Sa vie change cependant lorsqu’un incendie, en 1156, détruisit complètement l’abbaye. La communauté fut provisoirement dispersée.  
Guibert voyage et rencontre Hildegarde de Bingen, mystique et voyante allemande, qui lui fut de grande aide spirituelle. Il s’installe même à Rupertsberg en 1177, exerçant un travail de secrétaire, tout en étant le directeur spirituel du couvent. 
En 1180, il est rappelé dans son abbaye de Gembloux, mais déçu par la situation de relâchement monastique qu’il y trouve, Guibert part en pèlerinage au tombeau de Saint Martin de Tours. Par dévotion pour le saint, il ajoute à son nom celui du saint de Tours, devenant Guibert-Martin. Érudit, sage et profond Guibert fait forte impression au monastère de Marmoutier : on veut l’y retenir mais il décide après quelques mois de rentrer à Gembloux pour y introduire les coutumes de Marmoutier. 
En 1185, un nouvel incendie détruisit son abbaye. Guibert repart pour Marmoutier, mais, contre son attente, l’abbé de Gembloux fait renaître de ses cendres l'abbaye Saint Pierre et Guibert y est rappelé (1187). L’année suivante, il est élu père-abbé à l'abbaye de Florennes (1188), dans l'Entre-Sambre-et-Meuse. 
Six ans plus tard (1194), les moines de Gembloux l'élisent comme leur père-abbé. De retour dans le monastère de son enfance Guibert-Martin s’attache à en ramener la communauté à une vie plus conforme à la règle de saint Benoît. Il y passe une dizaine d'années.
En 1204, il se retire à Florennes où il vécut comme simple moine les dernières années de sa vie, se consacrant à son travail intellectuel. Guibert-Martin y meurt le 22 février 1213.

## Écrits
De Guibert-Martin de Gembloux, nous avons surtout des œuvres hagiographiques et des lettres spirituelles.
- Hagiographie : des Vies de Grégoire de Tours, de Saint-Sulpice, et surtout de Saint Martin de Tours. Une vie fragmentaire également de Hildegarde de Bingen.
- Correspondance spirituelle: les œuvres les plus importantes de Guibert-Martin sont cependant les 74 lettres répertoriées dans différents fonds d'archives (surtout en Belgique). Sa correspondance avec Hildegarde de Bingen (16 lettres) est particulièrement intéressante, en ce qu’elle est un témoignage éclairant de la culture contemporaine. Le moine érudit était également en rapport épistolaire avec les grands de son époque.